# 設楽銀河
設楽 銀河（したら ぎんが、2002年11月25日 - ）は、日本の俳優。SUNBEAM所属。特技はパントマイム、マジック。
弟がいる。

## 略歴
子役として活動を開始。キッズミュージカルを中心に活動する。
『アイ★チュウ ザ・ステージ』の華房心（はなぶさ こころ）役は14歳の時にオーディションで掴み取り、2017年5月25日にサンシャインシティ 噴水広場にて行われた公開制作発表会にてお披露目された。
2019年から舞台『刀剣乱舞』に五虎退役で出演のほか、2021年から『青山オペレッタ THE STAGE』に夏目澪役で出演。
2022年からは舞台『COLOR CROW』シリーズに乃木杏莉役で出演している。

## 出演

### 舞台
2010年 - 2013年
- ミュージカル トゥルークリスマス（2010年）- 精霊 役
- ミュージカル リズミックタウン（2011年）- 妖精 役
- 日本眼科学会チャリティ公演『パパからもらった宝物』（2011年）- 浩太 役
- 劇団BDPプロデュース『飴屋の夜に...』（2011年）- ひろ坊 役
- ミュージカル リズミックタウン（2012年）- テール 役
- 音楽劇『二十四の瞳』（2012年）- タンコ 役
- GET OUT! STREET!! （2013年7月）
- スクルージ（2013年）

2014年
- 劇団スイセイ・ミュージカル『クリスマス・キャロル』 - スクルージ少年時代 少年役
- ブロードウェイ・ミュージカル・LIVE SHOW『When children rule the world』（4月）
- 劇団TEAM-ODAC 第14回本公演『ぶっ壊したい世界』（7月）- 俊一（幼少時代）役

2015年
- WITH!!～ザ・ワールド・イズ・ワン～（2月）- 主演・ノア 役
- ミュージカル座『ニッキー』（8月）- アダム 役
- ミュージカル『スクルージ』

2016年
- ミュージカル ラディアント・ベイビー キース・ヘリングの生涯（6月）- モーリス 役
- ワンサくん（8月）
- ミュージカル 黒執事 NOAH'S ARK CIRCUS（11月 - 12月）- ドール 役

2017年
- アイ★チュウ ザ・ステージ - 華房心 役
  - Stairway to Etoile（8月 - 9月）
  - LIVE!!アイ★チュウ ザ・ステージ étincelle（11月）

2018年
- アイ★チュウ ザ・ステージ - 華房心 役
  - Stairway to Étoile2018（2月 - 3月）
  - Live!!アイ★チュウ ザ・ステージ les quatre saisons（7月）
  - 1st Fan Meeting（12月）

2019年
- アイ★チュウ ザ・ステージ Rose Écarlate（4月 - 5月）- 華房心 役
- 舞台 刀剣乱舞 慈伝 日日の葉よ散るらむ（6月 - 8月）- 五虎退 役
- アイ★チュウ ザ・ステージ Rose Ecarlate deux（10月）- 華房心 役
- さらに さらざんまい 愛と欲望のステージ（11月 - 12月）- 久慈悠 役

2020年
-  舞台 憂国のモリアーティ（1月 - 2月）- フレッド・ポーロック 役
- 剣が君 残桜の舞（7月）- ハチモク 役
- アイ★チュウ ザ・ステージ Après la pluie（10月）- 華房心 役
- Gem Fragments（12月）- コンソラトゥール 役

2021年
- 地縛少年花子くん The Musical（1月）- つかさ 役
- ABSO-METAL2 群盲の逆襲（2月）- やまだ 役
- 舞台 憂国のモリアーティcase 2（7月 - 8月）- フレッド・ポーロック 役
- ABSO-METAL Re:START1&2（6月）
- 青山オペレッタ THE STAGE ルーナ・ピエナ/満ちる月（10月）- 夏目澪 役

2022年
- COLOR CROW 蒼霧之翼（3月） - 乃木杏莉 役
- ヴィジュアルプリズン 月世饗宴（4月）- ロビン・ラフィット 役
- アイドルマスター SideM（6月） - 榊夏来 役
- Love Letter for You（9月）
- COLOR CROW 神緑之翼（10月） - 乃木杏莉 役
- 桜蘭高校ホスト部ƒ（12月） - 埴之塚光邦 役

2023年
- Live!!!! アイ★チュウ ザ・ステージ Eclat des Fleurs（2月） - 華房心 役
- COLOR CROW 黑韻之翼（5月） - 乃木杏莉 役
- 青山オペレッタ ファンフェスタ2023（5月） - 夏目澪 役
- Go Forward!（6月） - 左近允真琴（マコト） 役
- 舞台 刀剣乱舞 七周年感謝祭 夢語刀宴會（8月） - 五虎退 役
- 青山オペレッタ THE STAGE ストーリア・パラッレーラ・ウノ（10月） - 夏目澪 役
- 桜蘭高校ホスト部 Fine（12月） - 埴之塚光邦 役

2024年
- COLOR CROW 黄靱之翼（2月） - 乃木杏莉 役
- 劇場版公開記念『マーダー★ミステリー～探偵・斑目瑞男の事件簿～』on stage（2月）
- 青山オペレッタ THE STAGE メッザ・ルーナ / 光と影（3月） - 夏目澪 役
- 歌舞伎町シャーロック（5月） - ジェームズ・モリアーティ 役
- NLTプロデュースコント公演「天使のように微笑んで財布なくしてガム踏んで」（8月 - 9月）
- 青山オペレッタ THE STAGE 〜ピエナ・クラシコ / 始まりの刻〜（11月） - 夏目澪 役
- アイ★チュウ ファイナルシーズンVol.1～La Grande Marche～（12月） - 華房心 役

2025年
- 赤塚不二夫スクラップブック（4月）
- ミュージカル ロミオの青い空〜誓い〜（5月） - エンリコ 役

### テレビドラマ
- 刑事7人 第3話（2017年、テレビ朝日）- 佐々木真人 役[56]

### 映画
- COLOR CROW 緋彩之翼（2022年）- 乃木杏莉  役[57]
- 追想ジャーニー（2022年）[58]

### ネット配信
- 刀剣乱舞 大演練 控えの間（2020年）[59]
- 青いサイリウム（2021年）[60]
- 空想（ゆめ）の輪郭（2021年）[61]

## ディスコグラフィ

### キャラクターソング
- ドラマチックライブステージ『アイドルマスター SideM』 ST@GE SONG COLLECTION（2022年10月19日、ASOBINOTES） - 榊夏来 役
  - LET'S GO ALL THE WAY!
  - Our Colorful Stage!!!
  - DRIVE A LIVE（ドラマチックライブステージver.）

## 書籍

### 写真集
- A-VOICE 設楽銀河（2021年、講談社）ISBN 978-4-06-523613-0 [62]